# Saint-Thonan
Saint-Thonan é uma comuna francesa na região administrativa da Bretanha, no departamento Finisterra. Estende-se por uma área de 11,28 km². Em 2010 a comuna tinha 1 911 habitantes (densidade: 169,4 hab./km²).